# Нарти, Ноа
Ноа Тейе Нарти (дат. Noah Teye Nartey; род. 5 октября 2005, Багсвэрд, Копенгаген) — датский футболист ганского происхождения, полузащитник клуба «Брондбю».
Старший брат Ноа — Николас является также профессиональным футболистом.

## Клубная карьера
Бишофф — воспитанник клубов «Гладсакс», «Копенгаген» и «Брондбю». 25 февраля 2024 года в матче против «Оденсе» он дебютировал в датской Суперлиги.